# Przeziernik porzeczkowiec
Przeziernik porzeczkowiec (Synanthedon tipuliformis) – owad z rzędu motyli.
Długości ok. 12 mm. Jego skrzydła mają rozpiętość około 20 mm, są przezroczyste, barwy niebiesko-czarnej, o metalicznym połysku. Na czarnym odwłoku samicy są widoczne trzy, a u samca cztery poprzeczne żółte pasy. W sezonie wegetacyjnym rozwija się jedno pokolenie tego szkodnika. Lot motyli rozpoczyna się w końcu maja, bądź w pierwszych dniach czerwca i trwa do początku sierpnia.